# Prova anecdòtica
La prova anecdòtica en el context científic i judicial son fets anecdòtics reals o no, que utilitzats com a prova i fer conclusions, que no poden ser deduïdes de l'anecdota. Aquesta fallida del procés deductiu es pot produir bé per la falta de coneixement dels detalls, que impedeix rebutjar hipòtesis alternatives, o per no ser generalizables als supòsits que proposa la conclusió.
És una fal·làcia lògica sovint utilitzada pels defensors de pseudociencias, medicines alternatives i fenòmens religiosos.

## Context científic
El terme «prova anecdòtica» se sol usar en contraposició a «prova científica». Un fet aportat com a prova a favor d'una hipòtesi pot ser qualificat d'anecdòtic si la informació no està basada en fets o un estudi rigorós. També es considera anecdòtica la informació obtinguda de rumors i el boca a boca, però sense cap altra documentació o prova. Igualment, es considera prova anecdòtica aquella que és massa específica per permetre una generalització de les seves conclusions.
Encara que la prova anecdòtica no és vàlida com a prova de la validesa d'una hipòtesi, si està adequadament documentada, pot ser útil com a indici per orientar futurs estudis sistemàtics sobre la matèria. Així, per exemple, en medicina és freqüent la publicació de «comunicació de casos» (casi report, en anglès), en els quals es detallen els símptomes, diagnòstic, tractament i evolució d'un pacient. Aquests informes de casos singulars són útils per orientar recerques sistemàtiques que confirmin o desmenteixin les característiques de certs tractaments i per apuntar la possibilitat de possibles reaccions adverses d'alguns medicaments.
Els investigadors poden usar la prova anecdòtica per suggerir noves hipòtesis, però no com a prova.

## Prova anecdòtica i lògica errònia
L'evidència anecdòtica és sovint no científica o pseudocientífica per estar afectada de diversos tipus de biaixos cognitius durant la recollida de dades o en la seva presentació. Per exemple, algú que afirmi haver tingut una trobada amb un ser sobrenatural o un alienígena pot explicar una història molt intensa, però no és falsable.
La prova anecdòtica també és interpretada de forma errònia per mitjà de la disponibilitat heurística, que condueix a sobreestimar una prevalença. Quan es pot establir fàcilment una relació causa-efecte, se sol sobreestimar la probabilitat que la causa condueixi a aquest efecte. En concret, les anècdotes vívides i amb càrrega emocional semblen més probables, i se'ls dona major importància. Relacionat amb això està el fet que normalment és impossible saber per a cada anècdota, la proporció de gent que no la comunica.
Una forma comuna que la prova anecdòtica es converteixi en no científica és mitjançant un raonament fal·laç, com la fal·làcia Post hoc ergo propter hoc, que assumeix que si un succés ocorre després que un altre, el primer és la causa del segon. Un altre error ve dau per l'ús equivocat del raonament inductiu. Si una anècdota comporta la conclusió desitjada en lloc de la lògica es considera que és una generalització imperfecta o precipitada. Un exemple d'aquest tipus de fal·làcia és el següent raonament:
"Hi ha proves abundants que beure aigua guareix el càncer. La setmana passada vaig llegir el cas d'una nena que s'estava morint de càncer. Després de beure aigua, es va guarir."
Les anècdotes d'aquest tipus no proven res. La probabilitat d'obtenir un resultat determinat ve donat per múltiples factors, no només un. Casos individuals seleccionats no proven res. Les anècdotes també poden fer referència a excepcions, en lloc de la regla.
De forma més general, quan es troba una correlació estadística entre dos fets no prova per si mateix que existeixi una relació causal. Un exemple clàssic d'aquesta fal·làcia és el fet que el nombre de pirates en els mars ha disminuït de forma constant d'ençà el segle xviii. Al mateix temps, la temperatura mitjana de la Terra ha augmentat de forma constant, per tant, l'escalfament global és causat per la falta de pirates.
En el cas concret de la medicina, la prova anecdòtica també està afectada per l'efecte placebo. Està ben establert que les expectatives d'un pacient (o d'un metge) poden alterar el resultat d'un tractament. Només els estudis clínics de doble cec, aleatoritzats i amb control del placebo poden confirmar una hipòtesi sobre l'efectivitat d'un tractament independentment de les expectatives.